# Drain STH
Drain STH war eine schwedische Grunge/Hard-Rock-Band, die von 1993 bis 2000 bestand.

## Geschichte
Die Gruppe wurde 1993 in Stockholm unter dem Namen Drain als rein weibliche Grunge-Band gegründet. 1995 erschien die erste EP Serve the Shame beim schwedischen Label MVG Records. Das Debütalbum Horror Wrestling erschien 1996 auch in den USA beim Label The Enclave. Um nicht mit der US-Noise-Rock-Band Drain verwechselt zu werden, wurde der Bandname in Drain STH geändert, das STH steht für Stockholm.
1997 spielte die Band auf der Ozzfest-Tournee sowie als Support-Act diverser Rockbands. Mit dem zweiten Album Freaks of Nature kamen auch klassische Hard-Rock-Elemente in die Musik. 2000 löste sich die Band auf.

## Diskografie
Alben

| Jahr | Titel Musiklabel             | Höchstplatzierung, Gesamtwochen, AuszeichnungChartsChartplatzierungen (Jahr, Titel, Musiklabel, Platzierungen, Wochen, Auszeichnungen, Anmerkungen) | Anmerkungen                         |
| Jahr | Titel Musiklabel             | SE | Anmerkungen                         |
| ---- | ---------------------------- | --- | ----------------------------------- |
| 1996 | Horror Wrestling MVG Records | SE60 (2 Wo.)SE | Erstveröffentlichung: 5. Juni 1996  |
| 1999 | Freaks of Nature MVG Records | SE47 (5 Wo.)SE | Erstveröffentlichung: 29. Juni 1999 |

EP
- 1995: Serve the Shame